# ブライアン・ブラウン
ブライアン・ブラウン（Bryan Brown、1947年6月23日 - ）はオーストラリア・シドニー出身の俳優、映画プロデューサー。

## 来歴
保険会社で働きながら、アマチュアの劇団に参加。1964年にイングランドに渡り、オールド・ヴィック・シアターなどの舞台に立つ。その後シドニーに戻り、Queensland Theatre Companyに参加。
1983年に女優のレイチェル・ウォードと結婚、3人の子供がいる。

## 出演作品

### 映画
- ニュース・フロント/時代を撮り続けた男たち Newsfront (1978)
- 英雄モラント/傷だらけの戦士（英語版） Breaker Morant (1980)
- F/X 引き裂かれたトリック F/X (1986)
- 幸せの長い道 The Shiralee (1987)
- カクテル Cocktail (1988)
- 愛は霧のかなたに Gorillas in the Mist: The Story of Dian Fossey (1988)
- アンボンで何が裁かれたか Blood Oath (1990)
- ペテン師ハリーの大逆転 Sweet Talker (1991)
- F/X2 イリュージョンの逆転 F/X2 The Deadly Art Of Illusion (1991)
- ベルボーイ狂騒曲/ベニスで死にそ〜 Blame It on the Bellboy (1992)
- エンド・オブ・ザ・ワールド On The Beach (2000)
- ポリーmy love Along Came Polly (2004)
- オーストラリア Australia (2008)
- 殺し屋チャーリーと6人の悪党 Kill Me Three Times (2014)
- キング・オブ・エジプト Gods of Egypt (2016)
- 光をくれた人 The Light Between Oceans (2016)
- 恋するプリテンダー Anyone but You (2023)